# Comuna de Ryn
Ryn (polaco: Gmina Ryn) é uma gminy (comuna) na Polónia, na voivodia de Vármia-Masúria e no condado de Giżycki. A sede do condado é a cidade de Ryn.
De acordo com os censos de 2004, a comuna tem 6068 habitantes, com uma densidade 28,7 hab/km².

## Área
Estende-se por uma área de 211,21 km², incluindo:
- área agricola: 58%
- área florestal: 21%

## Demografia
Dados de 30 de Junho 2004:
|                      | Total   | Total | Mulheres | Mulheres | Homens  | Homens |
| -------------------- | ------- | ----- | -------- | -------- | ------- | ------ |
|                      | pessoas | %     | pessoas  | %        | pessoas | %      |
| População            | 6068    | 100   | 3048     | 50,2     | 3020    | 49,8   |
| Densidade (pop./km²) | 28,7    | 100   | 14,4     | 14,4     | 14,3    | 14,3   |

De acordo com dados de 2002, o rendimento médio per capita ascendia a 1609,26 zł.

## Subdivisões
- Jeziorko, Knis, Kronowo, Krzyżany, Ławki, Mioduńskie, Orło, Prażmowo, Rybical, Skop, Słabowo, Stara Rudówka, Sterławki Wielkie, Szymonka, Tros, Wejdyki.

## Comunas vizinhas
- Giżycko, Kętrzyn, Mikołajki, Miłki, Mrągowo